# Gemeinsame Wissenskonstruktion
Als Gemeinsame Wissenskonstruktion (auch kollektive Wissenskonstruktion, kollaborative Wissenskonstruktion oder Diskursive Wissensgenerierung) wird vor allem in der Soziologie und der Pädagogik ein Prozess bezeichnet, in dem die „organisierte Wissensarbeit“ auf der Basis neuer Kollaborationstechnologien um den Aspekt der sozialen Interaktivität erweitert wird. Sie ist ein Arbeitsfeld der Wissenschafts-, Umwelt- und der Wissenssoziologie. Kollektive Wissenskonstruktion wird dabei als neue Herausforderung im Zuge der gesellschaftlichen Entwicklung von Industrie- zu Wissensgesellschaften verstanden. Der Begriff wird auch in der Organisationslehre (Wissensmanagement) verwendet, um neue Formen wissensbasierter Kollaborationen zu beschreiben.

## Der Begriff Kollektive Wissenskonstruktion
Der Begriff Wissen wird in der Regel in Abgrenzung zu Informationen und Daten definiert. In einer Definition nach Norbert Fuhr sind Daten Einträge, deren Typ oder syntaktische Struktur bekannt ist. Als Wissen werden Einträge definiert, bei denen bekannt ist, was sie beschreiben oder welche Eigenschaften eines Objektes sie repräsentieren. Wissen setzt also eine semantische Struktur voraus.
Informationen sind in dieser Definition kontextgebundene Daten, also Einträge, die nur in Verbindung mit einer konkreten Situation genutzt werden können. Bei der Definition von Wissen ist strittig, ob Wissen an ein menschliches Bewusstsein gebunden ist oder ob es auch Gegenstand technologischer Prozesse sein kann. In der Definition Fuhrs ist letzteres eingeschlossen.
Als Wissensformen werden das „implizite“ und das „explizite“ Wissen unterschieden. Ersteres ist nicht formal fassbar, sondern basiert auf persönlichen Erfahrungen, erlernten Fertigkeiten und deren Kombination. Explizites Wissen ist konkret erfassbar, da es in formalen Strukturen (zum Beispiel. grammatische Sätze, mathematische Ausdrücke) vorliegt. In Bezug auf Wissen lässt sich eine individuelle Ebene und eine Gruppenebene (bzw. Organisationsebene) unterscheiden. Die Diskussion einer kollektiven Wissenskonstruktion unterstellt eine Verlagerung des Wissens von der ersten auf die zweite und dritte Stufe. Daher wird ein nicht an das menschliche Bewusstsein gebundener Wissensbegriff betont.
Als „Konstruktion“ wird nach Jean Piaget (The equilibrium of cognitive structures, 1985) ein Prozess verstanden, in dem das Individuum seine Erfahrungen reflektiert und organisiert. Ziel dieses Prozesses ist es, die jeweilige Umwelt zu strukturieren und sich andererseits an diese anzupassen. Dabei werden Kognitive Systeme angewendet, um eine gegebene Situation zu interpretieren, zum anderen werden Eindrücke verwendet, um die Kognitiven Systeme über die Zeit zu verändern und anzupassen.
Für Piaget gibt es allerdings nur individuelles Wissen, weil Wissen immer an konkrete Individuen und damit an menschliches Bewusstsein gebunden ist.
Als Wissenskonstruktion wird also ein kognitiver Lernprozess verstanden, der in einer Wechselwirkung externe Einflüsse aufnimmt und verarbeitet und interne Impulse setzt, um die jeweilige Umwelt zu strukturieren.
Der Aspekt der Gemeinsamkeit der Wissenskonstruktion verweist auf einen Diskurs im Kontext des Verstehens- und Wissenserwerbsprozesses. Nach Piaget bedingt das Aufeinandertreffen unterschiedlicher Auffassungen eine Störung (Perturbation) des individuellen kognitiven Gleichgewichts (Äquilibrium). Das Individuum strebt danach, dieses Gleichgewicht zu erhalten (Äquilibration). Kann die Störung nicht auf bereits Bekanntes zurückgeführt werden (Assimilation), wird durch Akkommodation ein neues Muster mit den vom bisherigen abweichenden Merkmalen erzeugt. Es spielt dabei keine Rolle, ob die Störungen empirischer oder mentaler Natur sind. Mentale Perturbationen sind wesentlich häufiger. Mentale Perturbationen stellen als Gedankenexperimente die wohl ergiebigste Quelle für Lernprozesse dar.
Diese kognitiven Wechselwirkungen im Zusammenhang einer sozialen Dimension der Entstehung und Veränderung von Wissen wird verschiedentlich mit dem Begriff der kollektiven oder gemeinsamen (= jedes Individuum für sich) Wissenskonstruktion beschrieben.
Willke, Fischer und andere teilen diesen Ansatz nicht.

## Der Wandel von der Industrie- zur Wissensgesellschaft
Soziologen, vor allem Helmut Willke, sehen in der sog. „Wissensarbeit“ ein Kernelement der Transformation von der Industriegesellschaft zur Wissensgesellschaft. Von einer Wissensgesellschaft im Sinne von Amitai Etzioni und Daniel Bell lässt sich sprechen, wenn die Strukturen und Prozesse der materiellen und symbolischen Reproduktion einer Gesellschaft so von wissensabhängigen Operationen durchdrungen sind, dass Informationsverarbeitung, symbolische Analyse und Expertensysteme gegenüber anderen Faktoren der Reproduktion vorrangig werden. Von einer wissensbasierenden Gesellschaft könne erst dann gesprochen werden, wenn kontextspezifische Expertise in allen gesellschaftlichen Bereichen generiert werde. In einer Wissensgesellschaft existierte also keine „Wissensklasse“ mehr, im Sinne einer Vorherrschaft von Experten. Ist Wissenskonstruktion jedoch eine gesamtgesellschaftliche, demokratisierte Aktivität, wüchse den Möglichkeiten und Formen kollektiver Wissenskonstruktion gesteigerte Bedeutung zu.
Vor allem organisationssoziologisch ist dieser Wandel für Willke von besonderem Interesse. In dem Maße, wie organisierte Wissensarbeit zum Operationsmodus wissensbasierter Organisationen wird, wandle sich auch der Begriff von Wissen. Während wissensbasierte Tätigkeiten bislang auf der spezialisierten Expertise von Spezialisten basiert hätten, die sich ihr Fachwissen in langwierigen Ausbildungsprozessen aneigneten, beziehe sich der Begriff Wissensarbeit nicht auf ein Wissen, das einmal im Leben durch Erfahrung, Initiation, Lehre, Fachausbildung oder Professionalisierung erworben und dann angewendet werde, sondern auf ein Wissen, das fortlaufend konstruiert und aktualisiert werden müsse: „Vielmehr erfordert Wissensarbeit im hier gemeinten Sinn, daß das relevante Wissen (1) kontinuierlich revidiert, (2) permanent als verbesserungswürdig angesehen, (3) prinzipiell nicht als Wahrheit sondern als Ressource betrachtet wird und (4) untrennbar mit Nichtwissen gekoppelt ist, so daß mit Wissensarbeit spezifische Risiken verbunden sind.“ Hier rückte die „Konstruktion von Wissen im Kontext von Arbeit und die verwendete Technologie“ in den Vordergrund. Wissen wird zum „Rohstoff“ und „Produkt“ organisationaler Aktivität. Wissensarbeit wird dabei nicht als personengebundene Tätigkeit begriffen, sondern als eine Aktivität, die auf einem „elaborierten Zusammenspiel personaler und organisationaler Momente der Wissensbasierung“ beruht.

## Kollektive Wissenskonstruktion in Organisationen
Wenn Firmen und andere Organisationen zunehmend wissensbasiert operieren, stellt sich die Frage nach dem Management der Ressource Wissen. In dem Maße, in dem die Bedeutung komplexer, wissensbasierter Güter zunimmt, steigt die Bedeutung effizienter Formen, die es erlauben, vor allem spezialisiertes Wissen zu koordinieren und unternehmensweit verfügbar zu machen. Wissen als „intellektuelles Kapital“ gehorcht dabei einer anderen Logik als klassische Produktionsmechanismen. Die Zunahme wissensbasierter Sozialsysteme und der kollektiven Konstruktion von Wissen erfordert daher eine Revision der ökonomischen Theorie der Firma und der soziologischen Theorie der Organisation.
Eine konkrete Herausforderung für wissensbasierte Organisationen ist der Aufbau einer intelligenten Wissensinfrastruktur. Das ist vor allem ein Thema der Managementtheorie. Für die Managementtheorie ist die intelligente Organisation der Ort, an dem personale und systemische Intelligenz rekombiniert werden. Mit Hilfe von Wissensmanagement muss das Wissen von Organisationsmitgliedern – einschließlich des impliziten Wissens (tacit knowledge) – aufbereitet, organisiert und in ein kollektives Wissen der Organisation transformiert werden. Dies geschieht mit Hilfe von Dokumentenmanagement (People-to-Document) oder Expertensystemen (People-to-People). Es gilt für ein Unternehmen also, die kollektive Wissenskonstruktion zu fördern und deren Potentiale zu assimilieren. Dadurch entstehe „systemische Intelligenz“.

## Die Wissensbasierung als Herausforderung für die Pädagogik: kooperatives Lernen
Nach Ansicht von Pädagogen führen die Chancen und Herausforderungen weltweiter Kommunikation vermittels neuer Technologien zu neuen Herausforderungen für Bildung und Weiterbildung. Demzufolge müsse die Pädagogik mehr Wert auf abstrakte Kompetenzen legen, wozu Kommunikationsfähigkeit, explorative Kompetenz, situierte Kognition, kooperatives Lernen und gemeinsame Wissenskonstruktion gehören. Die gesellschaftlichen Veränderungen in Richtung einer Wissensgesellschaft und die damit einhergehenden Anforderungen an einen verantwortungsvollen und selbständigen Umgang mit vielfältigen Wissensquellen, würden auch eine Neuorientierung in der Weiterbildungslandschaft notwendig machen. Folgt man dieser Prämisse, so muss Wissen in Zukunft stärker problembezogen erworben und nicht nur konsumiert, sondern auch selbst konstruiert werden. Das Internet bzw. Online-Communities bieten nach Auffassung von Pädagogen und Psychologen neuartige Vehikel für die soziale Konstruktion von Wissen.
Als Modell für eine Struktur, die zur effektiven Wissenskonstruktion führt, bietet sich nach Ansicht von Kognitionswissenschaftlern das Gehirn an.
Laut dem Pädagogen Jean-Pol Martin werde im gegenwärtigen Forschungs- und Ausbildungssystem Wissen immer noch von Experten gehortet und an Eingeweihte über Monographien und wissenschaftliche Artikel weitergeleitet. Das auf diese Weise präsentierte Wissen werde von den Abnehmern, die sich in der Regel keine höhere Kompetenz als dem Verfasser zuschreiben, weder in Frage gestellt, noch durch eigene Beiträge angereichert. Die neuen Kommunikationsmittel beteiligten dagegen ungleich mehr Menschen. So werde in der neuen Wissensgesellschaft die Produktion von Wissen in einem dynamischen Prozess kontinuierlicher Präsentation, Prüfung und Speicherung demokratisiert. Das Konzept Lernen durch Lehren (LdL) weitet Martin auf die kollektive Konstruktion von Wissen im Internet aus, vor allem um explorative Kompetenzen sowie „Netzsensibilität“ zu fördern.